# Biserica Sfinții Voievozi din Mierea

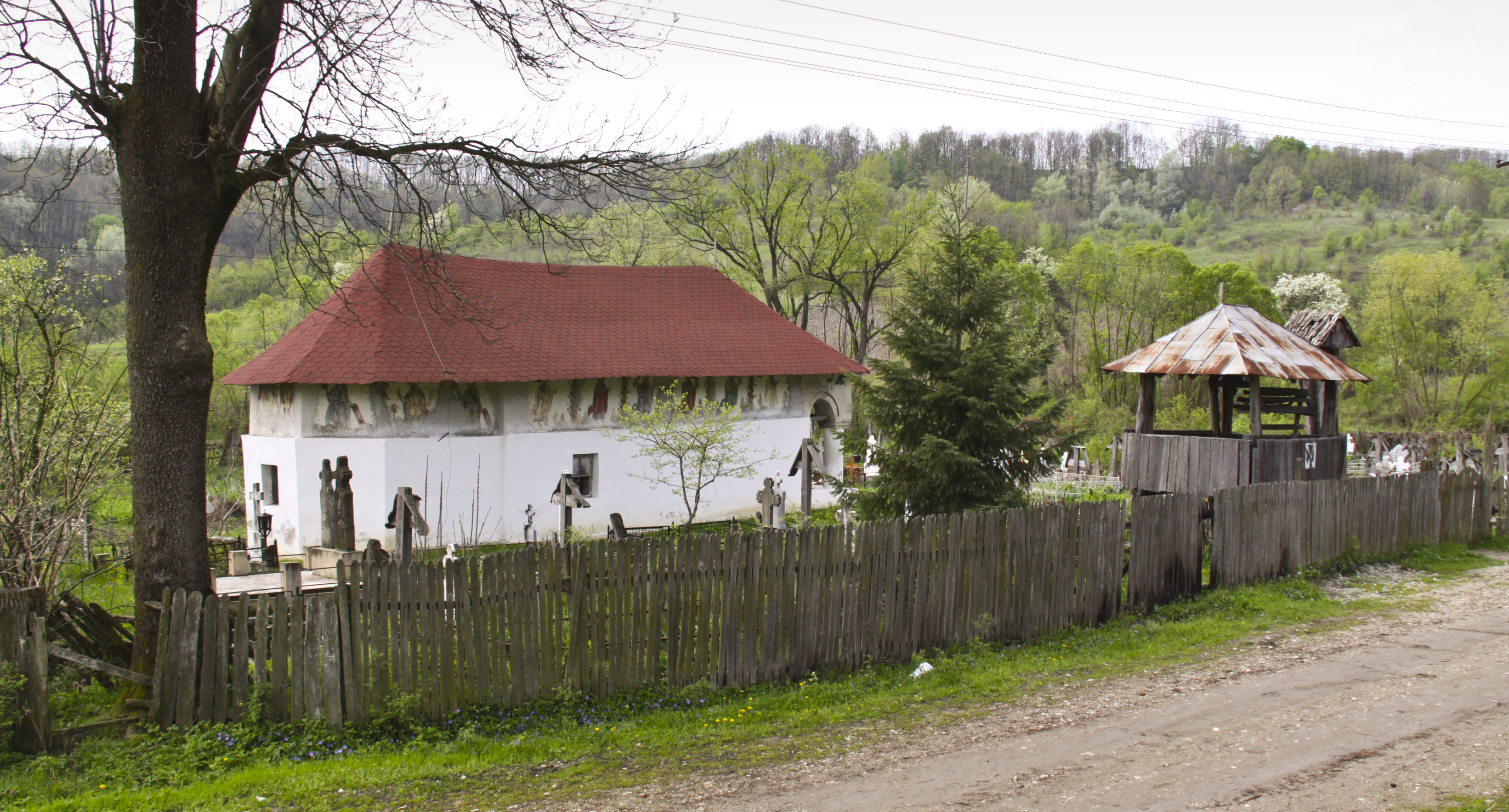
Biserica din Mierea, comuna Ghioroiu, județul Vâlcea. Foto: aprilie 2010.

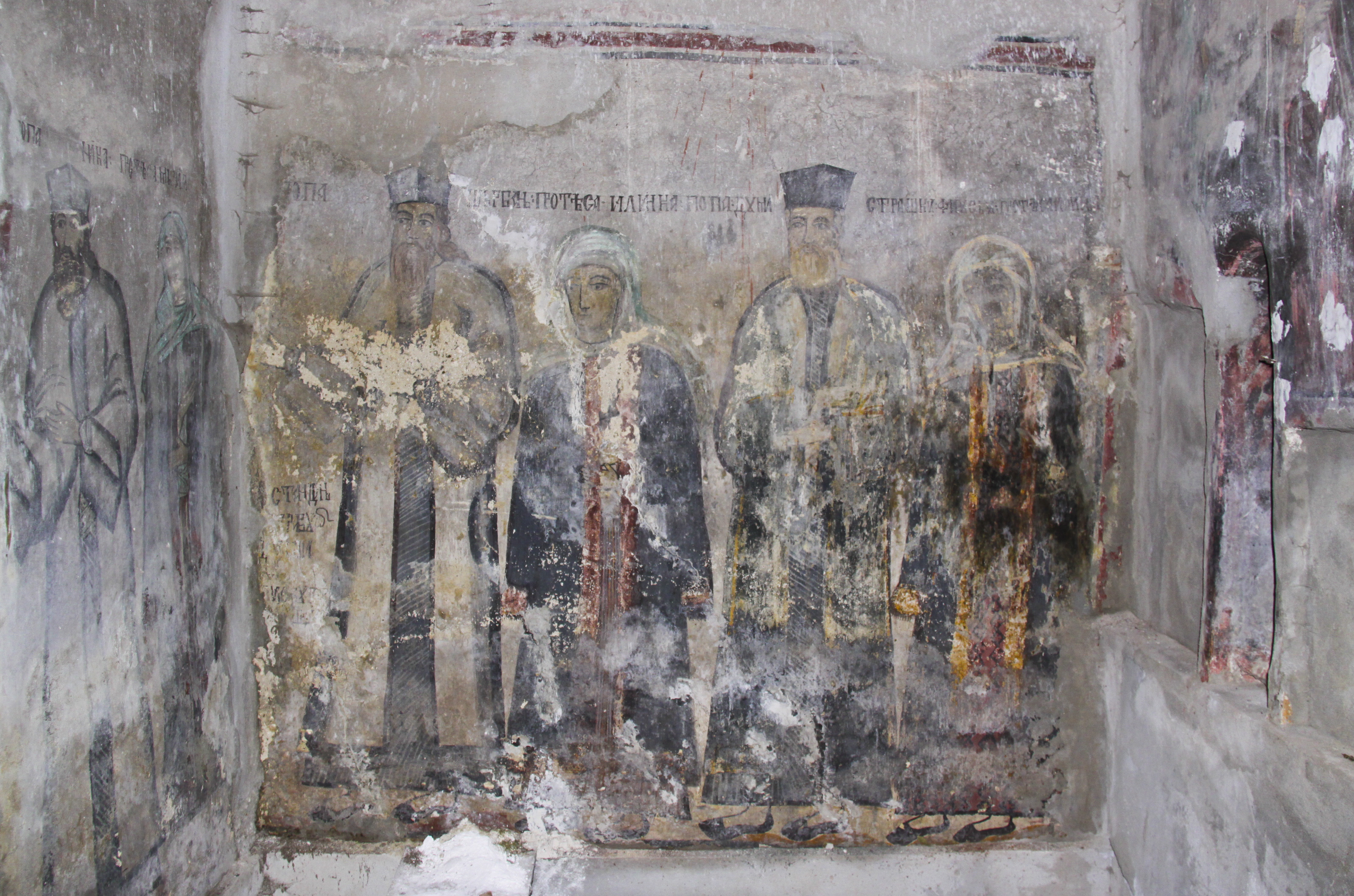
Ctitorii pictaţi în pronaos, peretele de nord: „popa Şărbanu: pr[e]oteasa Ilinca: popa Dumitraşcu, fiul său: pr[e]oteasa Ilinca”, în stânga lor semnăturile zugravilor: „Constandinu zugravu ot Dozăşti: Ilie zugravu Dozăs[cu]”. Foto: aprilie 2010.

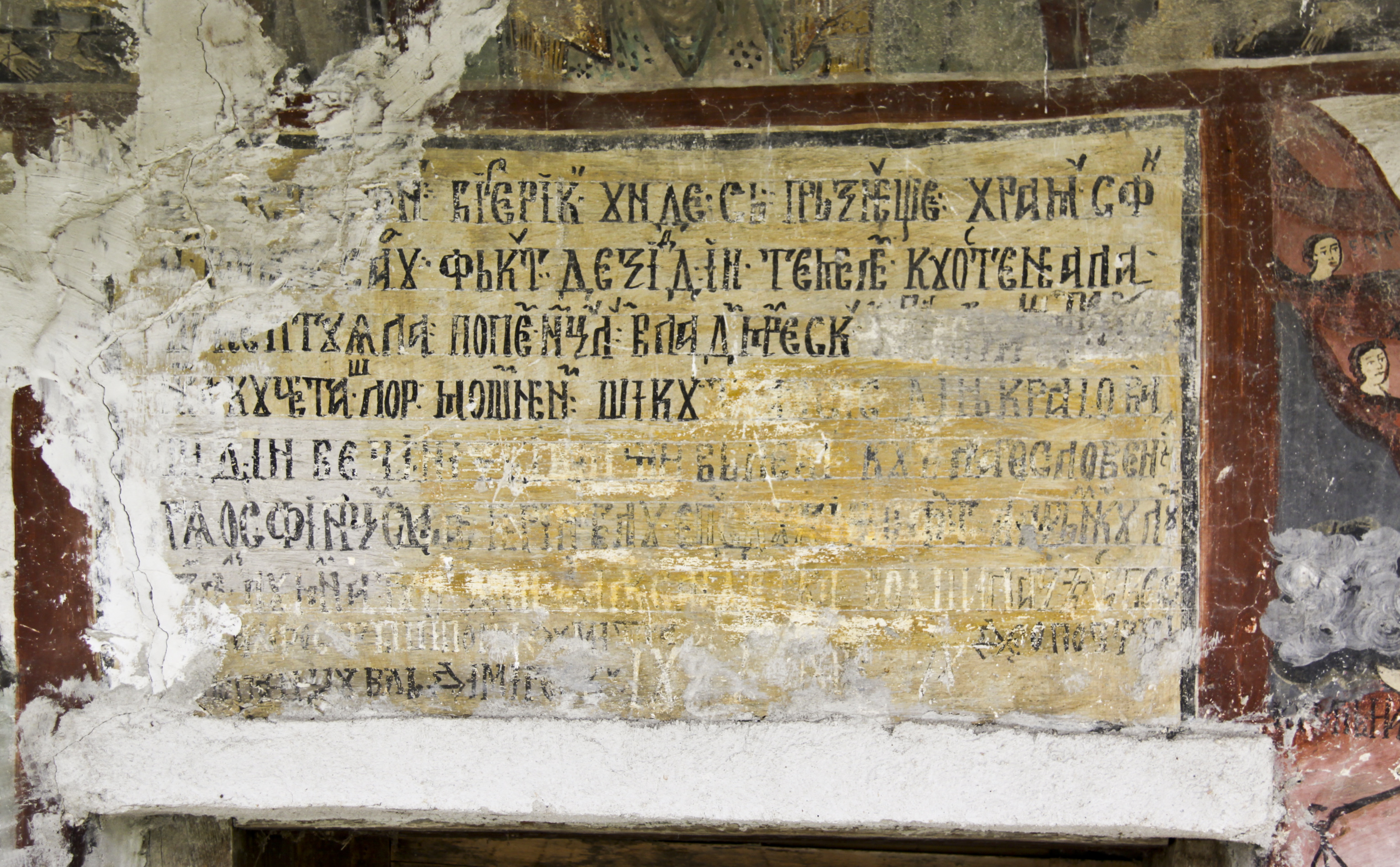
Pisania datată din anul 1841, de peste intrare. Foto: aprilie 2010.

Biserica Sfinții Voievozi din Mierea se află în localitatea Mierea, comuna Ghioroiu, județul Vâlcea. Lăcașul din Mierea, ridicat din zid în 1841 în stilul bisericilor postbrâncovenești, este una dintre frumoasele biserici de țară din zona Vâlcii. Păstrează picturi exterioare, cuprinse într-o friză înaltă, sub streașină, precum și în pridvor, la intrare, dominat de compoziția „judecății de apoi”. În interior se păstrează un ansamblu pictat de valoare artistică și culturală, în care se distinge suita de ctitori pictați în mărime naturală în pronaos. Biserica se află pe noua listă a monumentelor istorice LMI 2004:  VL-II-m-B-09820. 

## Istoric
Momentul și faptele ridicării bisericii sunt redate de pisania sculptată în piatră peste intrare. Textul ei, în limba română cu litere chirilice reține următoarele: „Aceast[ă] sf[â]nt[ă] biserică, unde să prăznuește hramu Sf[i]nți[i] Voivozi s-au făcut din zid, din temelie, cu osteneala și cheltuiala popei Nițulu[i] Vladimirescu i popa Nica și popa Șărban, Nica cu cetaș[ii] lor moșineni și cu Tănăsie dinu Craiova și din vecini, Zăicoi și Văleni, cu blagosloveniia priaosfinți[i] sale părintelui episcup Neofit al Râmnicului, în zilele luminatului, domn[iei] sa[le] Alecsandru Gh[i]ca vodă. Și l[a] această beserică au fostu și popa Dumitra[șcu] deopotr[i]vă cu popa Nițu Vlădimirescu; 1841 iun[i]e 18”. Biserica a fost așadar ridicată din temelie în 1841, în timpul domniei lui Alexandru Ghica. Ctitorii preoți, Nițu, Nica, Dumitrașcu, Șărban, și Tănasie Craiovean sunt pictați împreună cu consoartele lor în tindă. Numele tuturor ctitorilor sunt surprinși în pomelnicul de la proscomidie, în altar. Pe peretele de nord, în pronaos, apar și numele zugravilor din Dozești: „Constandinu zugravu ot Dozăști: Ilie zugravu Dozăs[cu]”. Aceștia și-au lăsat și un pomelnic al lor în altar: „Pomelnicu zugravilor: [Ghe]orghe erodiiacon ... Ionu, Mihai ot Dozăști”.
Lăsată o bună vreme în părăsire și lipsită de reparații biserica a ajuns la sfârșitul mileniului trecut în pragul de a se ruina. A fost reparată salvator la începutul mileniului însă așteaptă o necesară curățare și conservare a picturii, precum și un acoperiș mai autentic și durabil. 

## Imagini exterioare

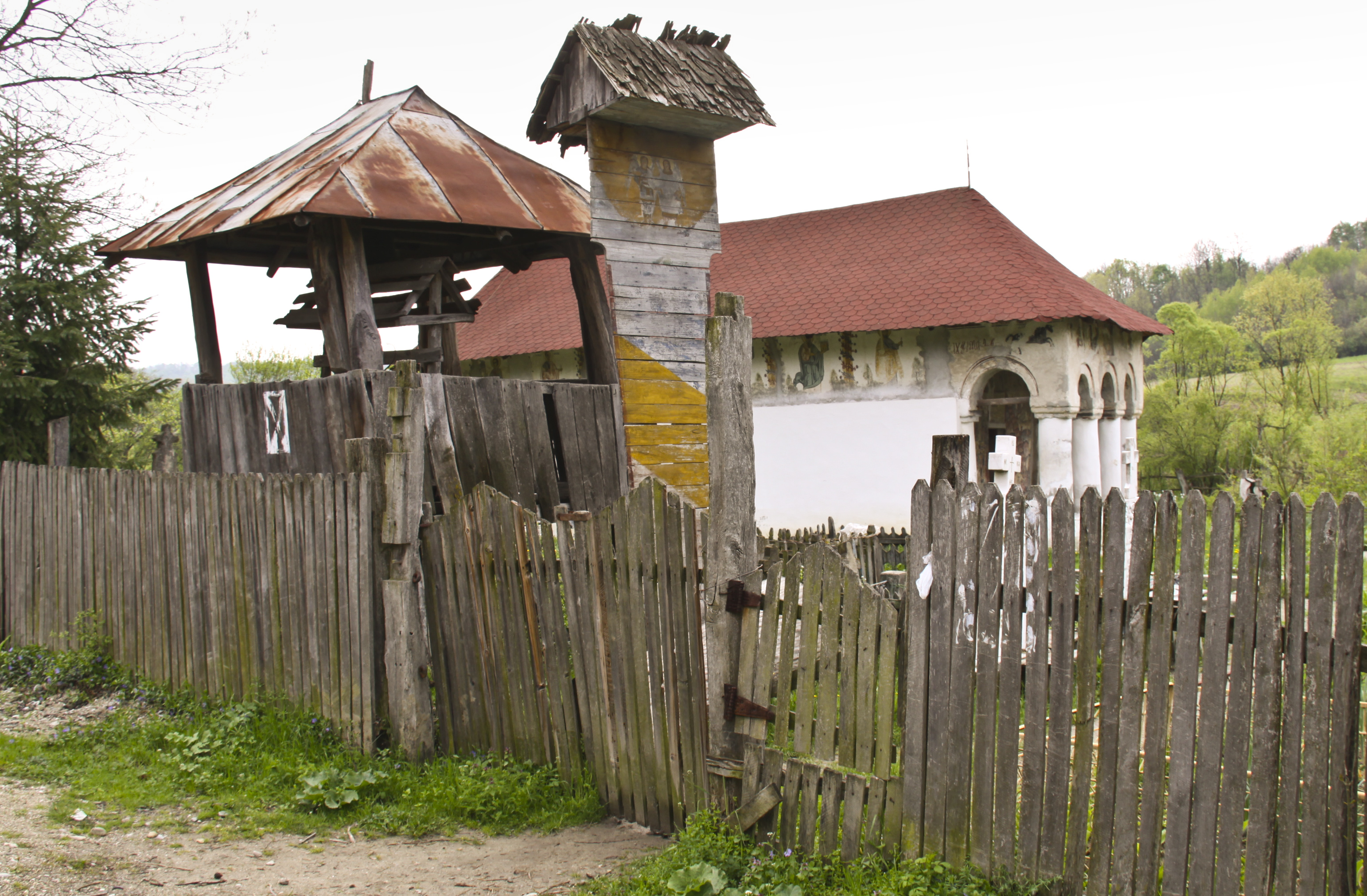
din poartă
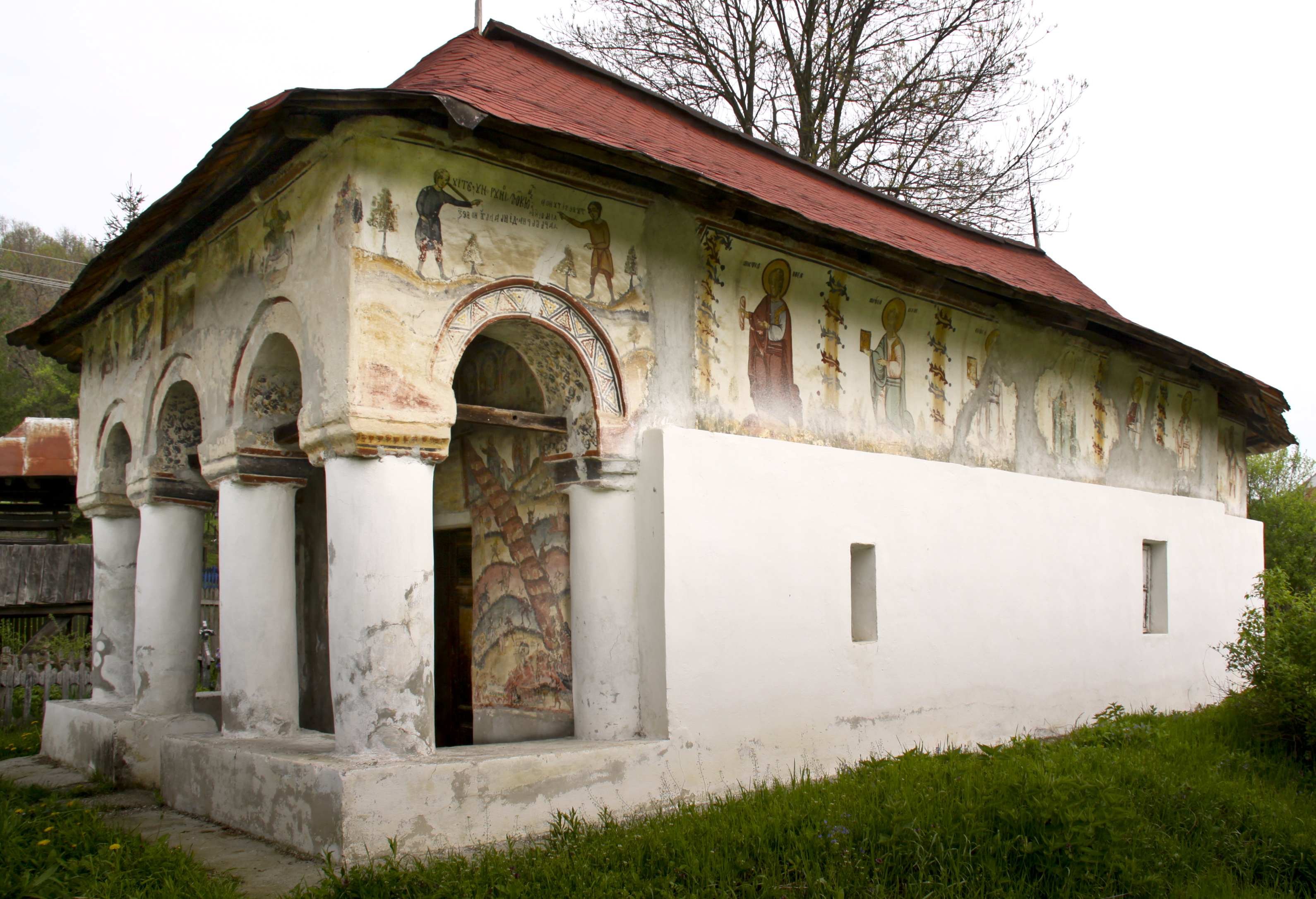
sud-vest
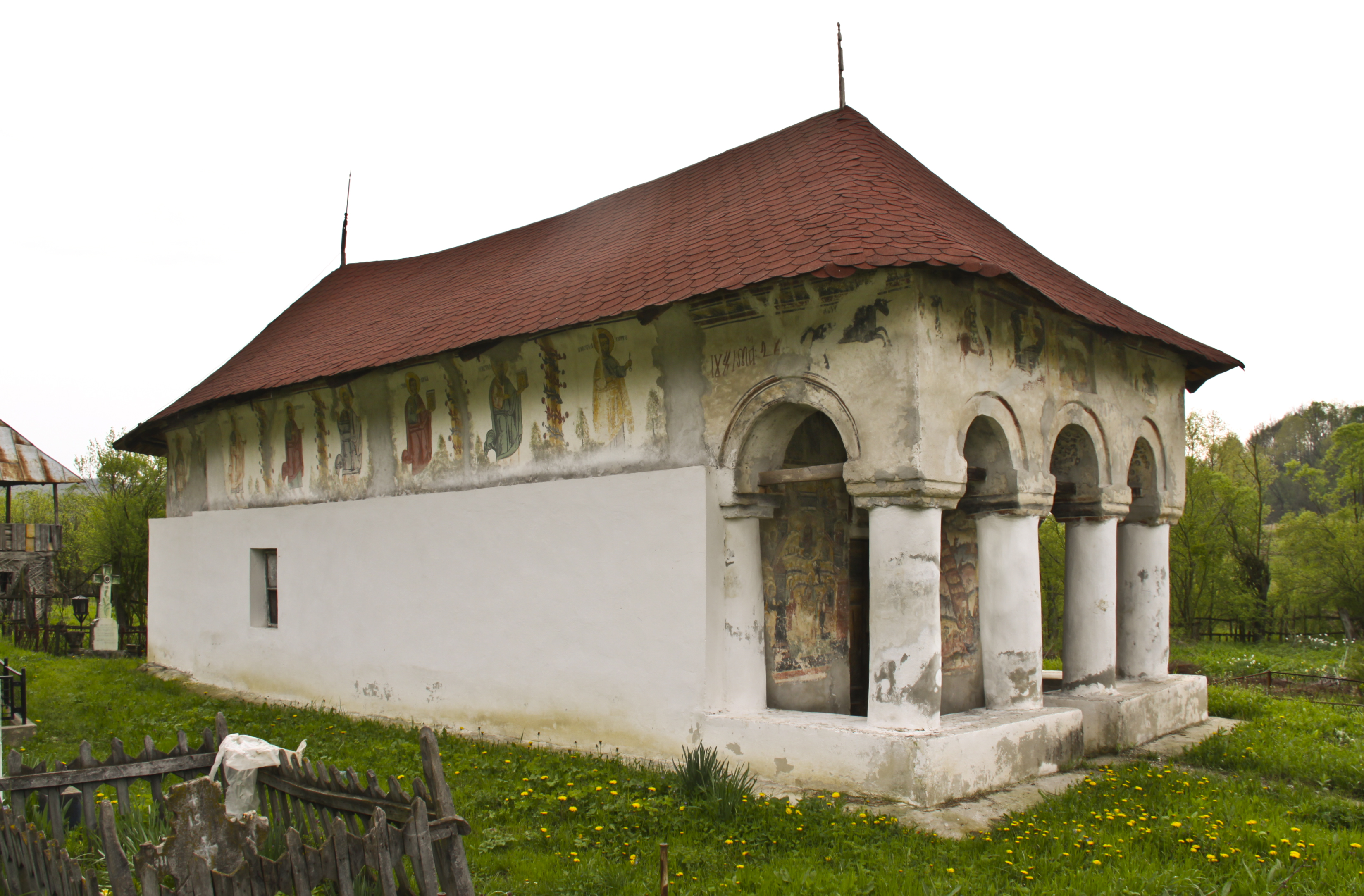
nord-vest
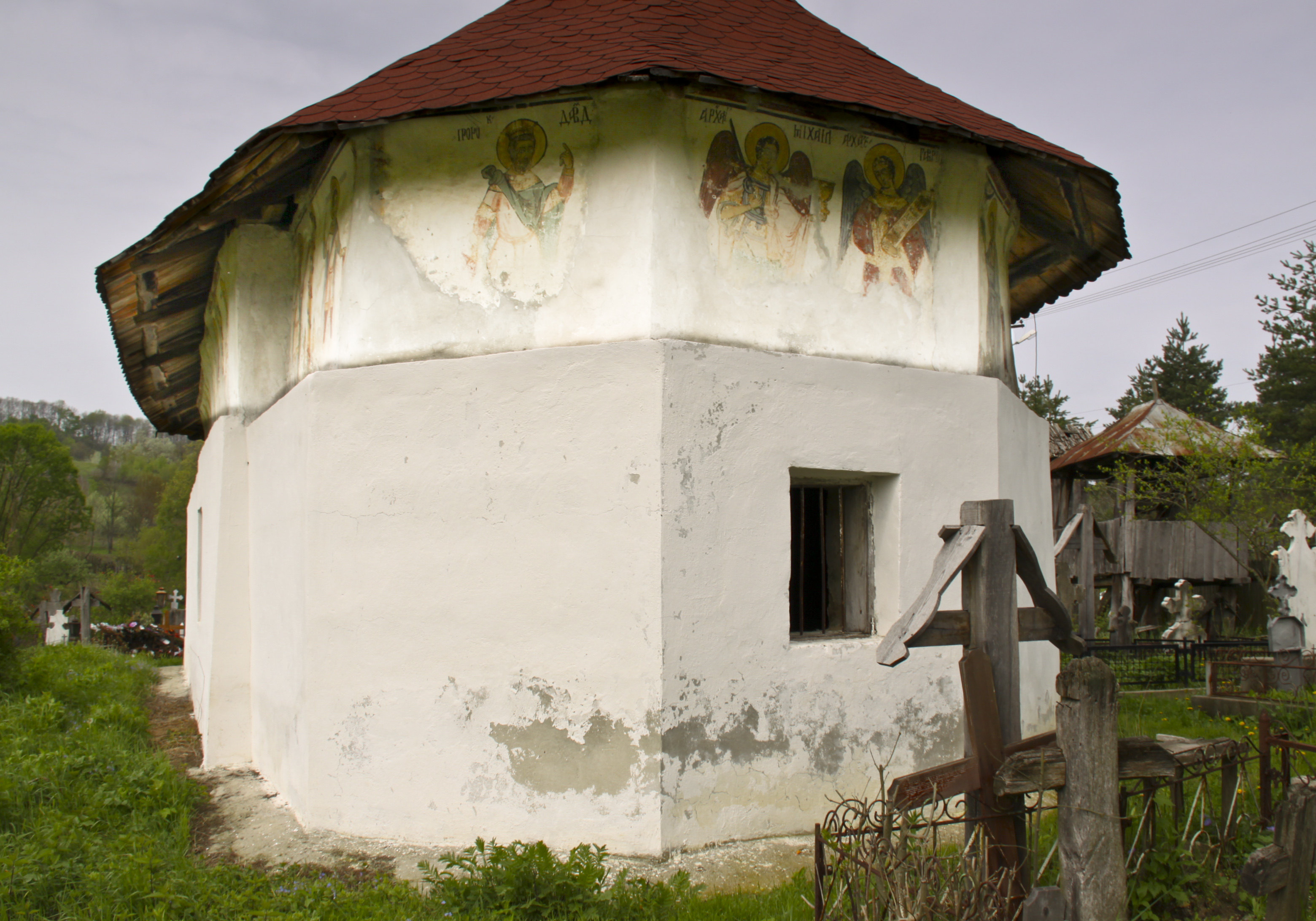
răsărit
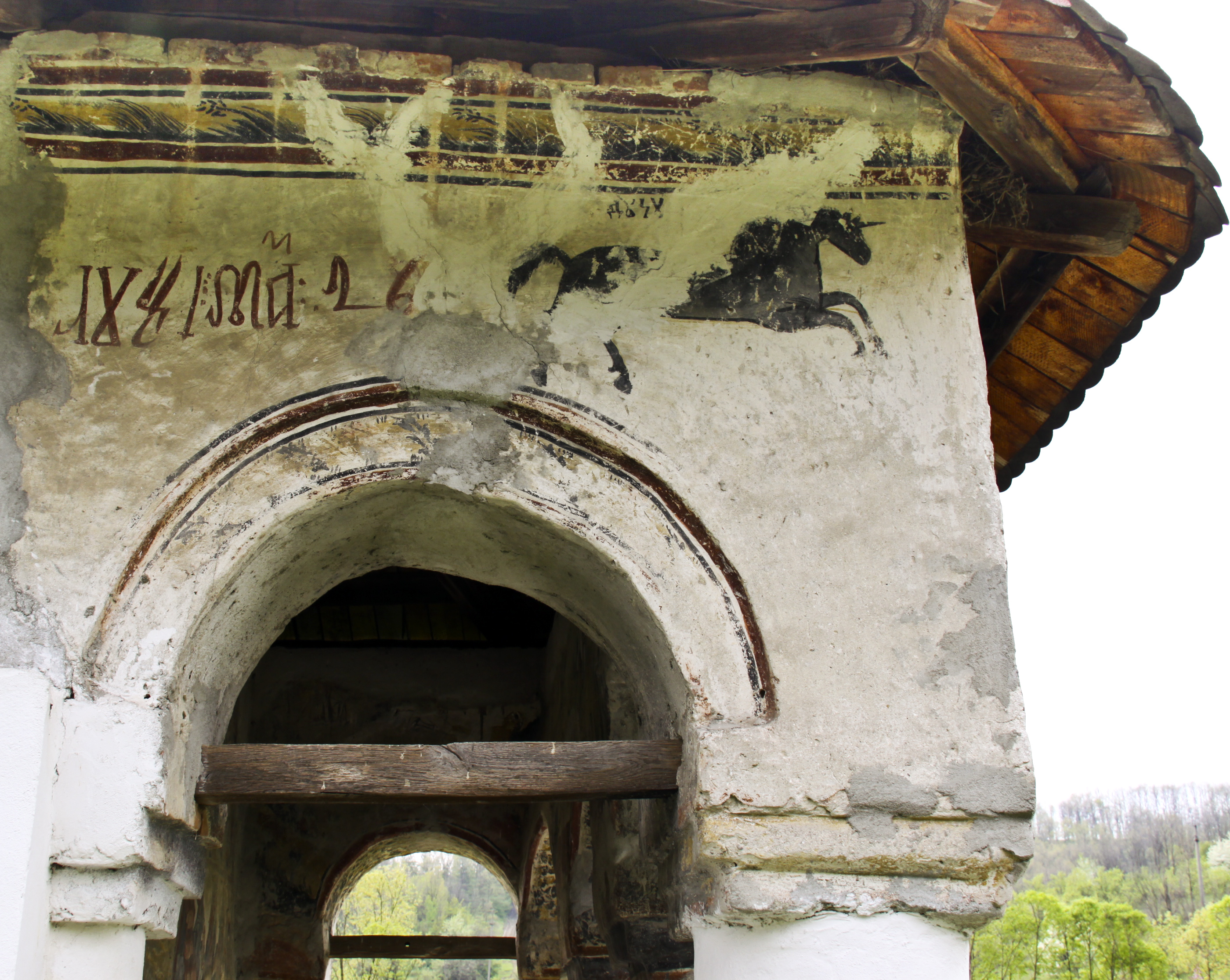
Ducipal
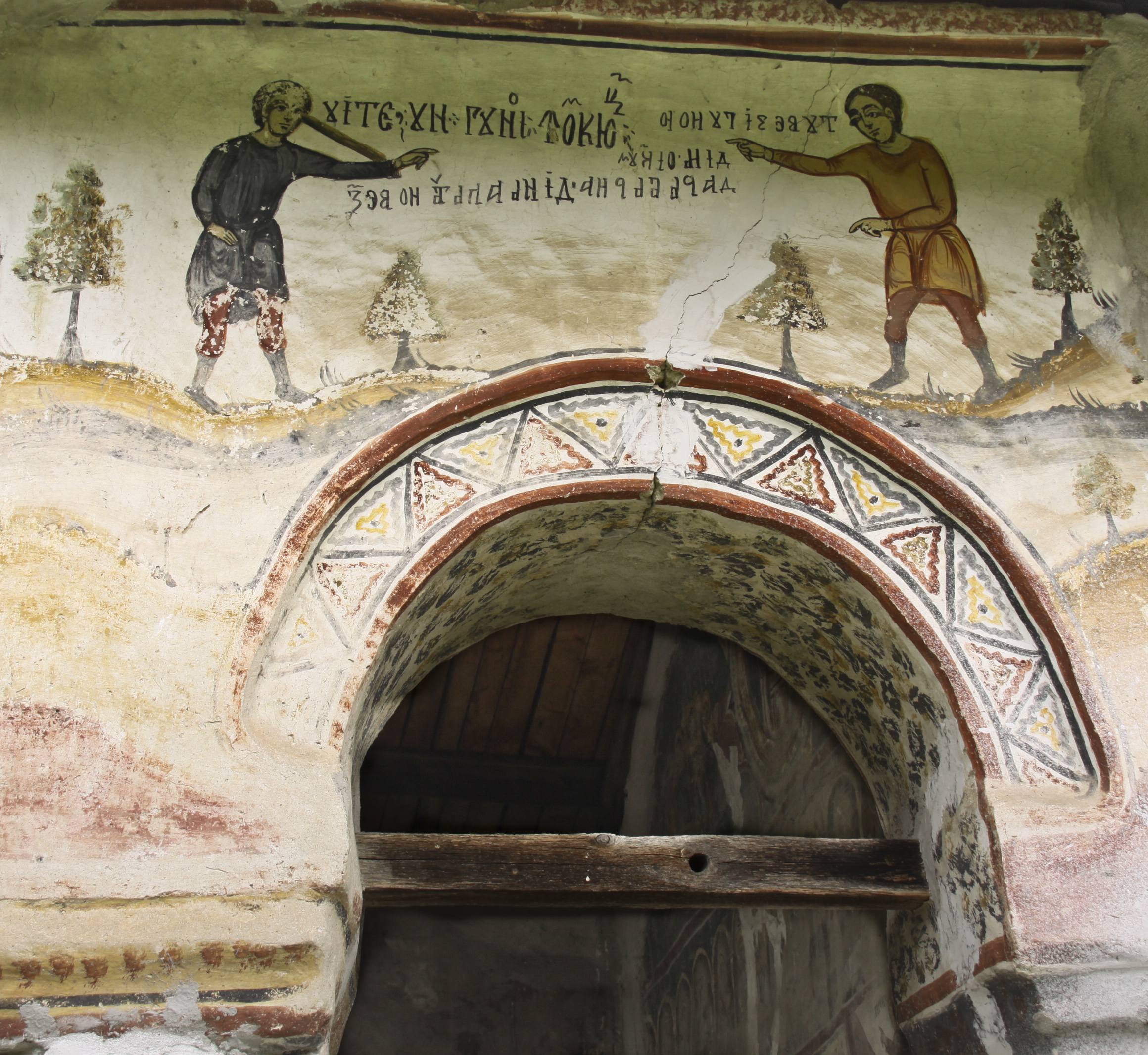
pildă
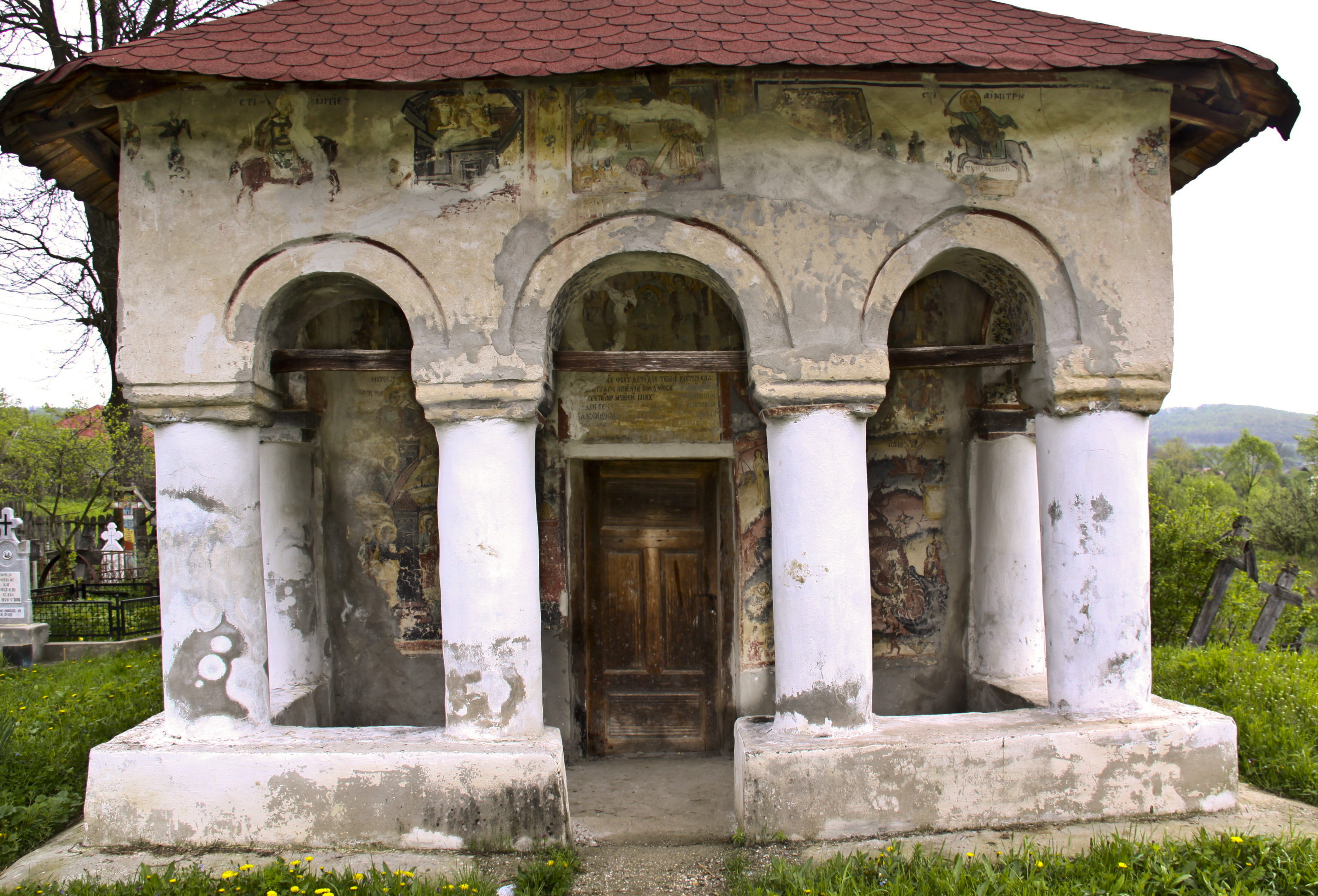
pridvorul
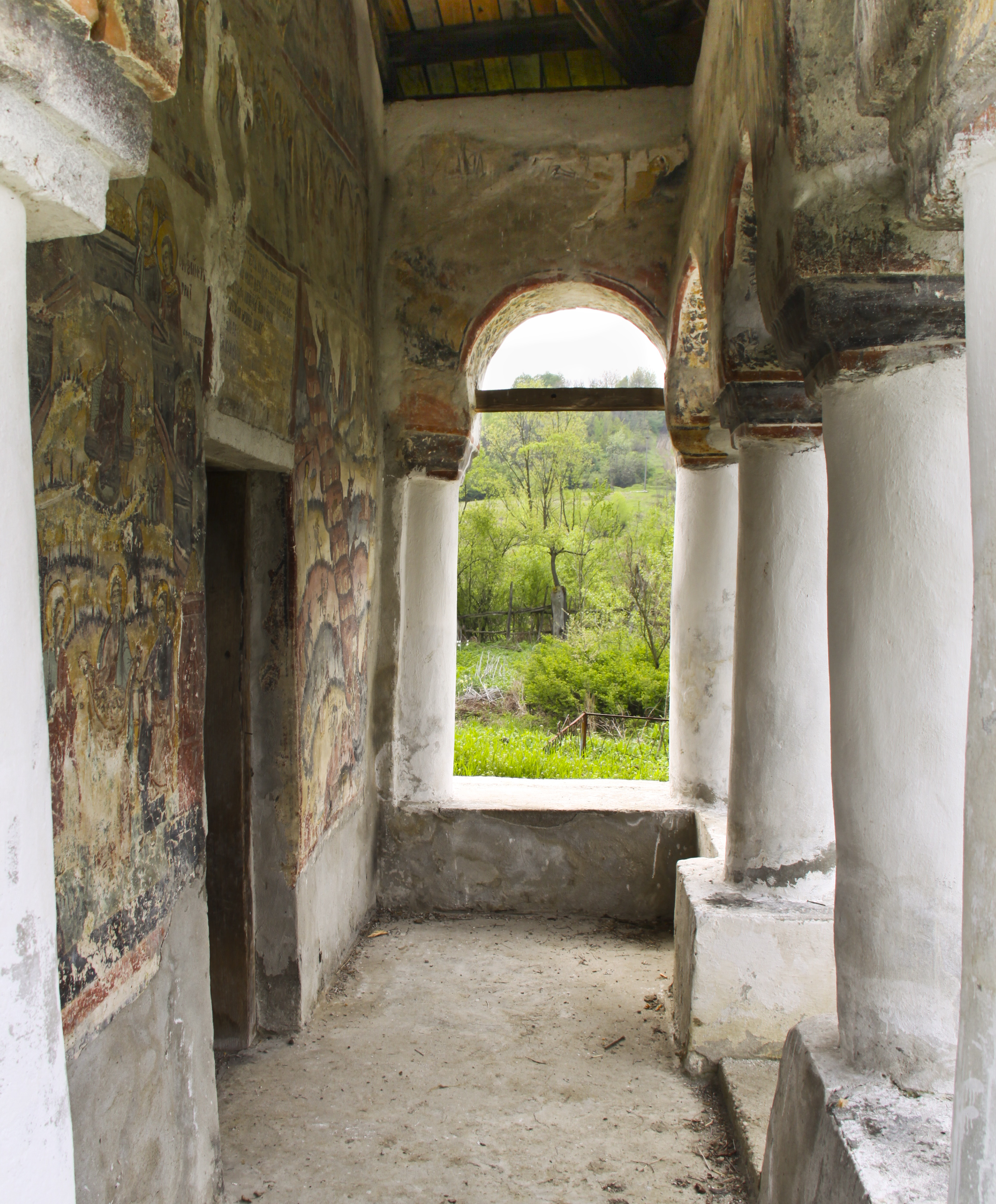
în pridvor
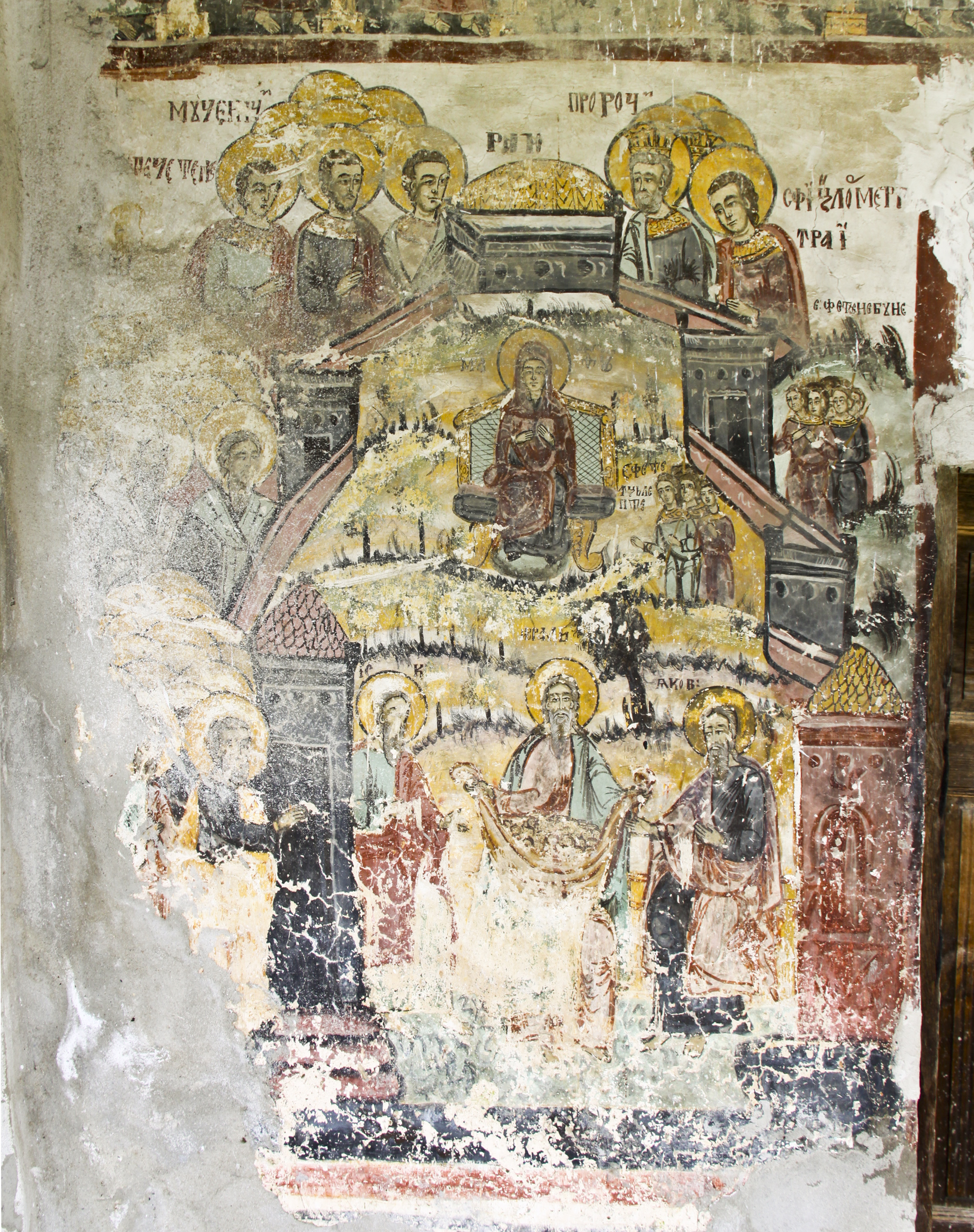
raiul
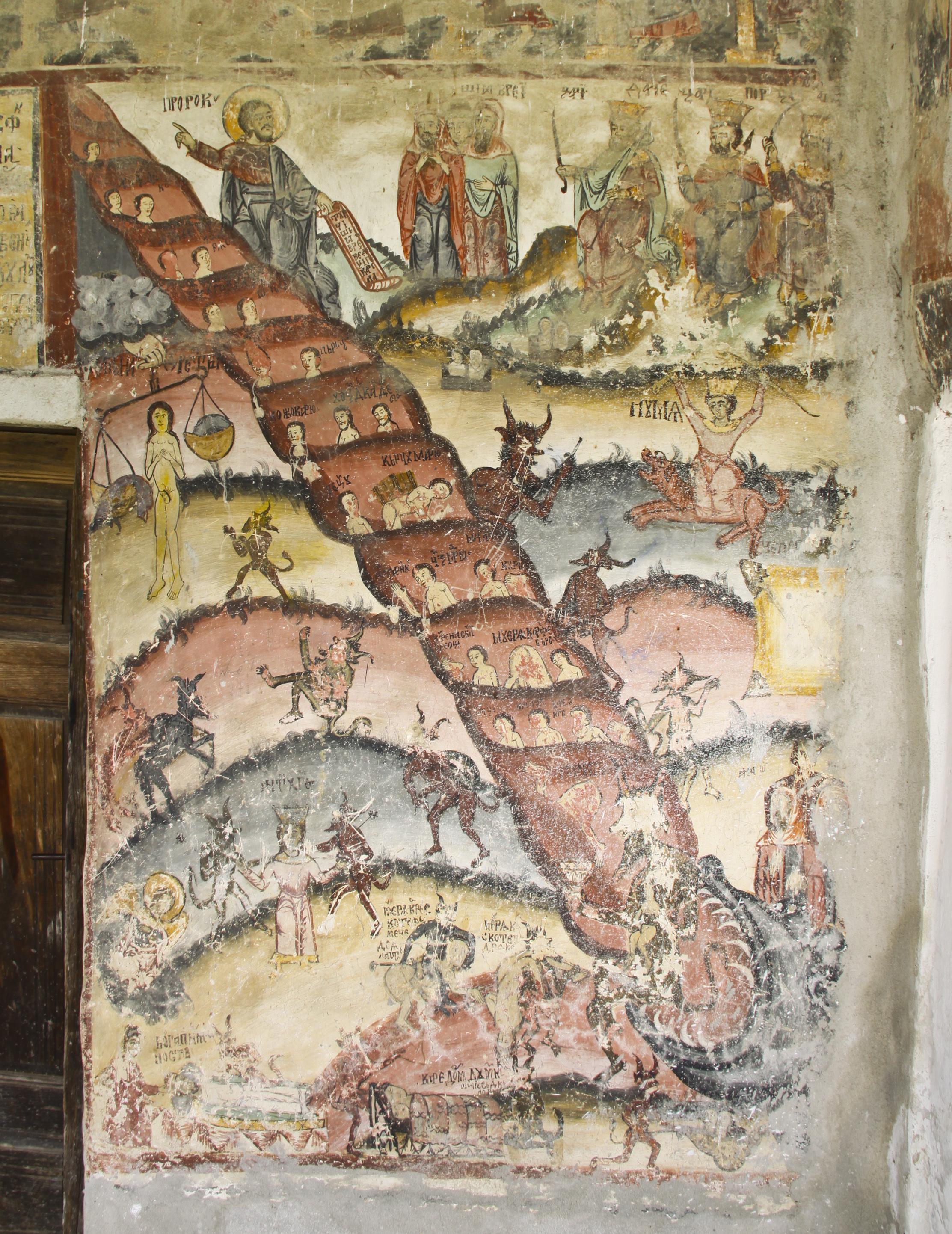
iadul
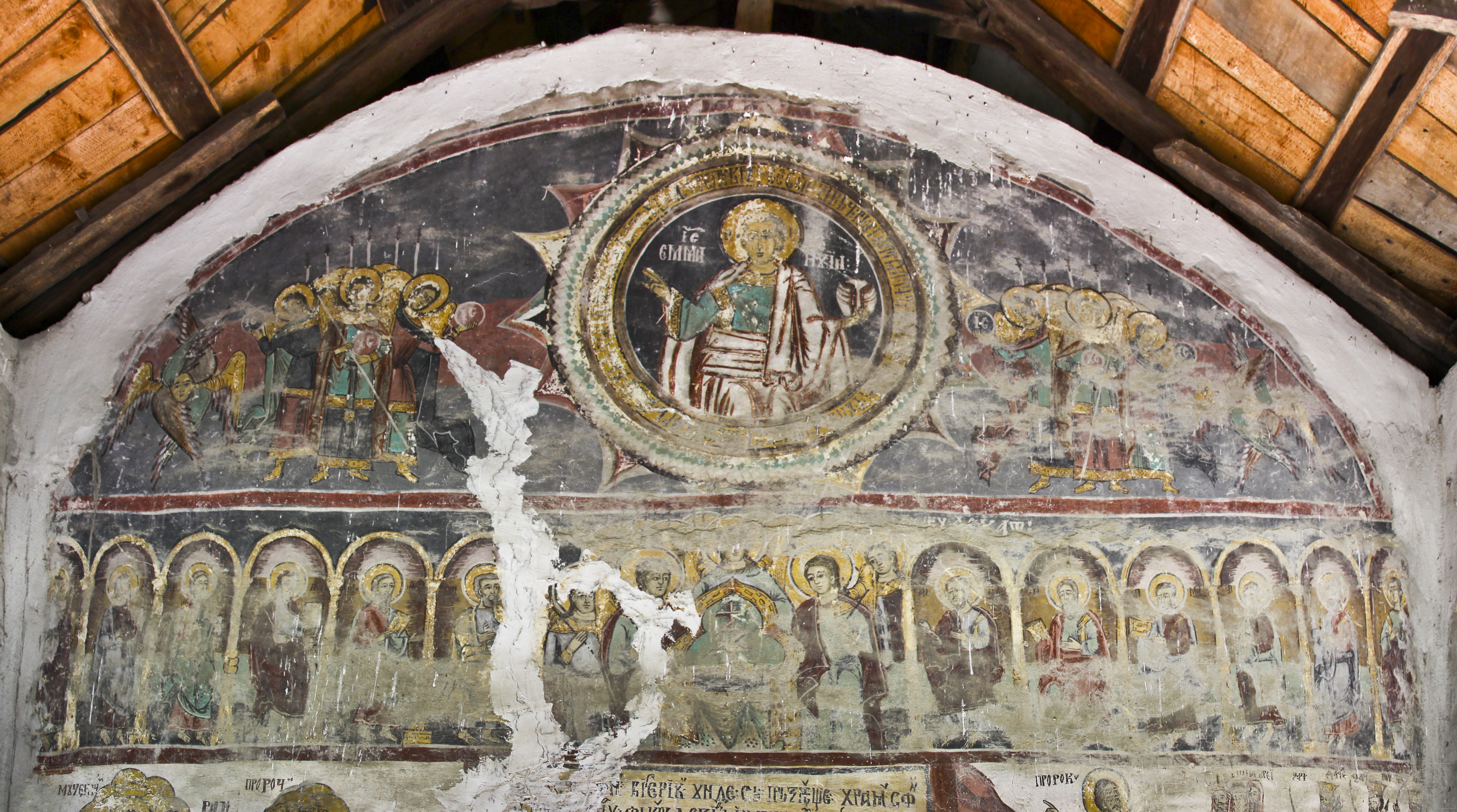
tâmpla peste intrare

## Imagini interioare

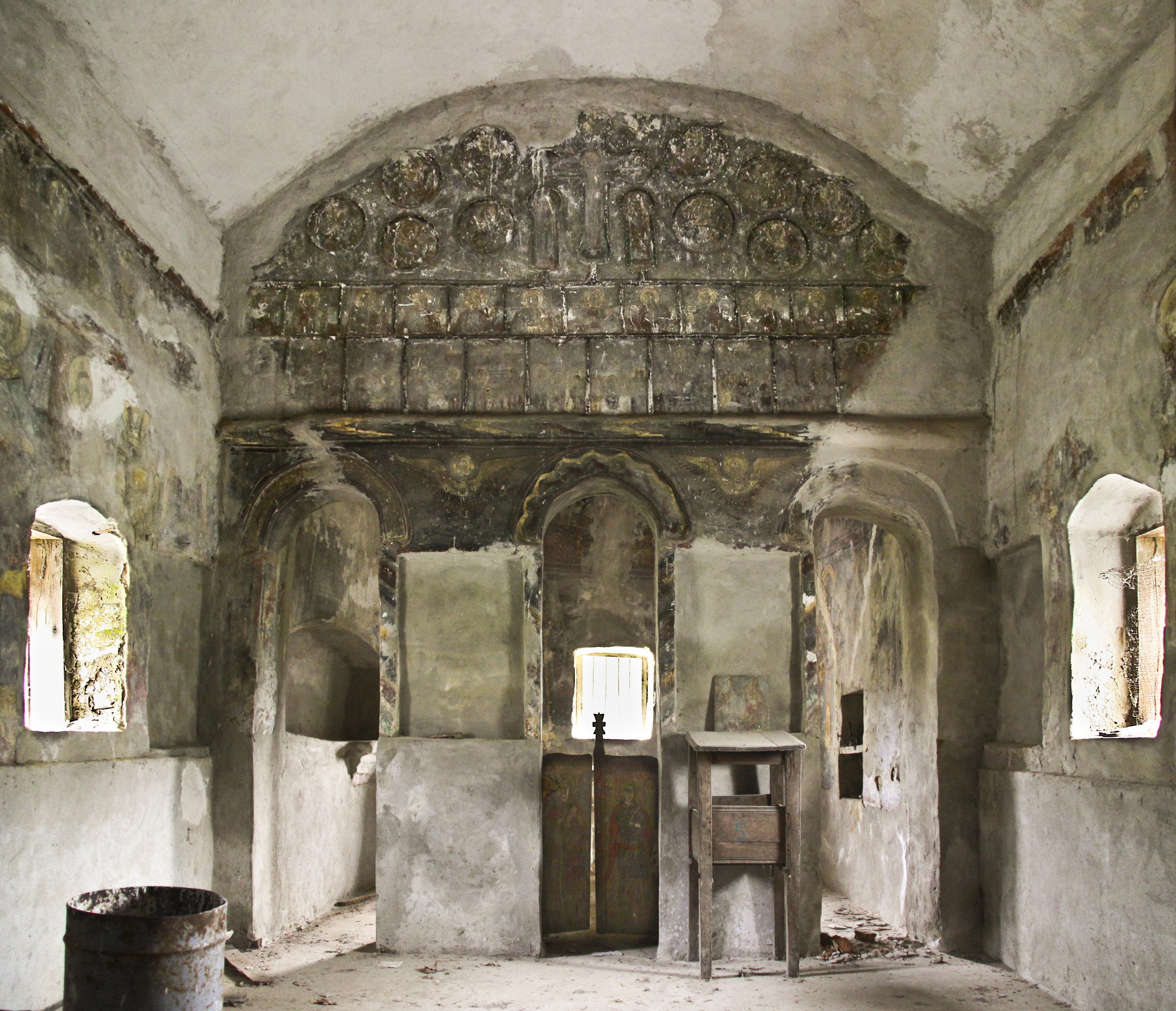
iconostas
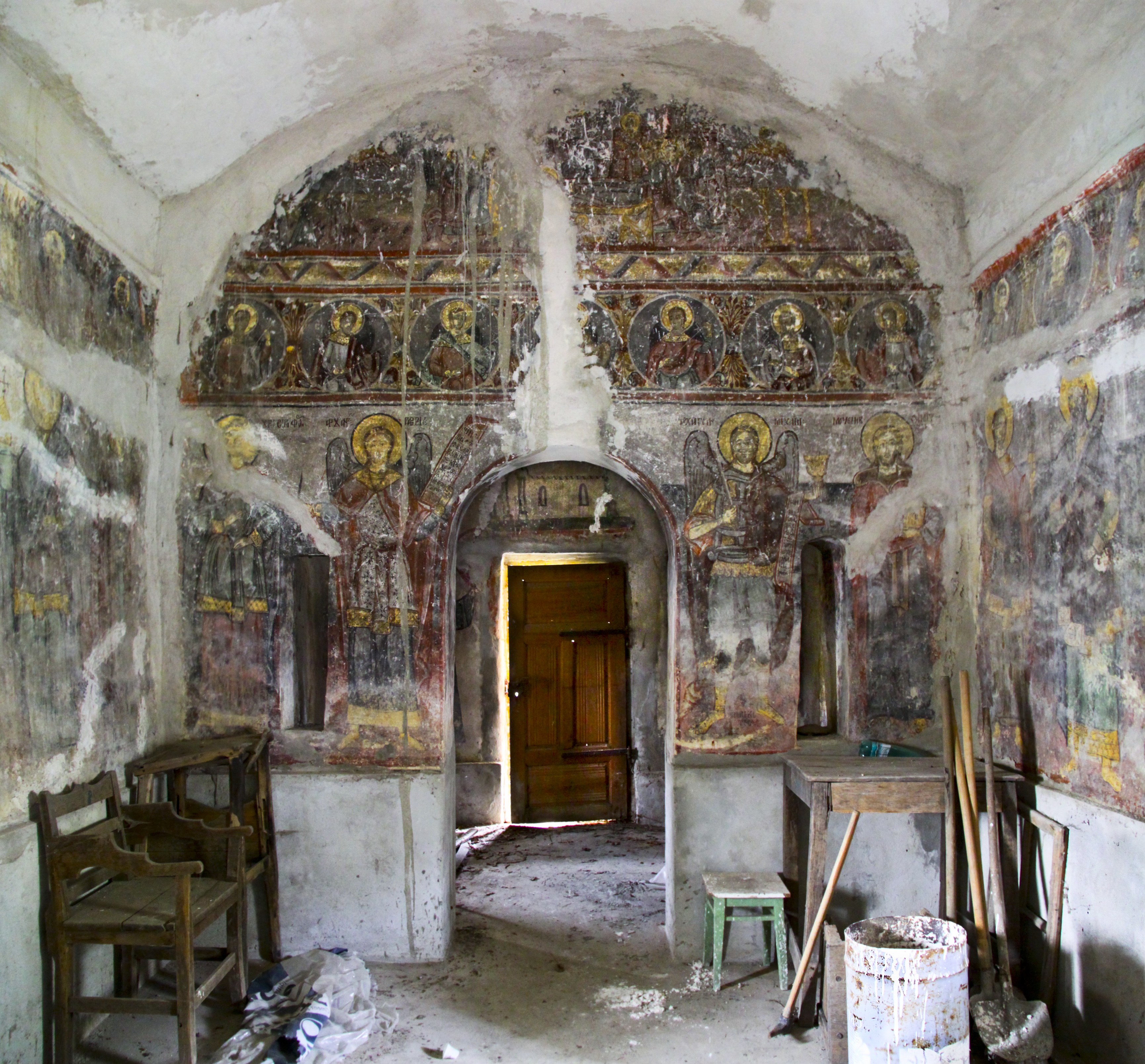
naos, vest
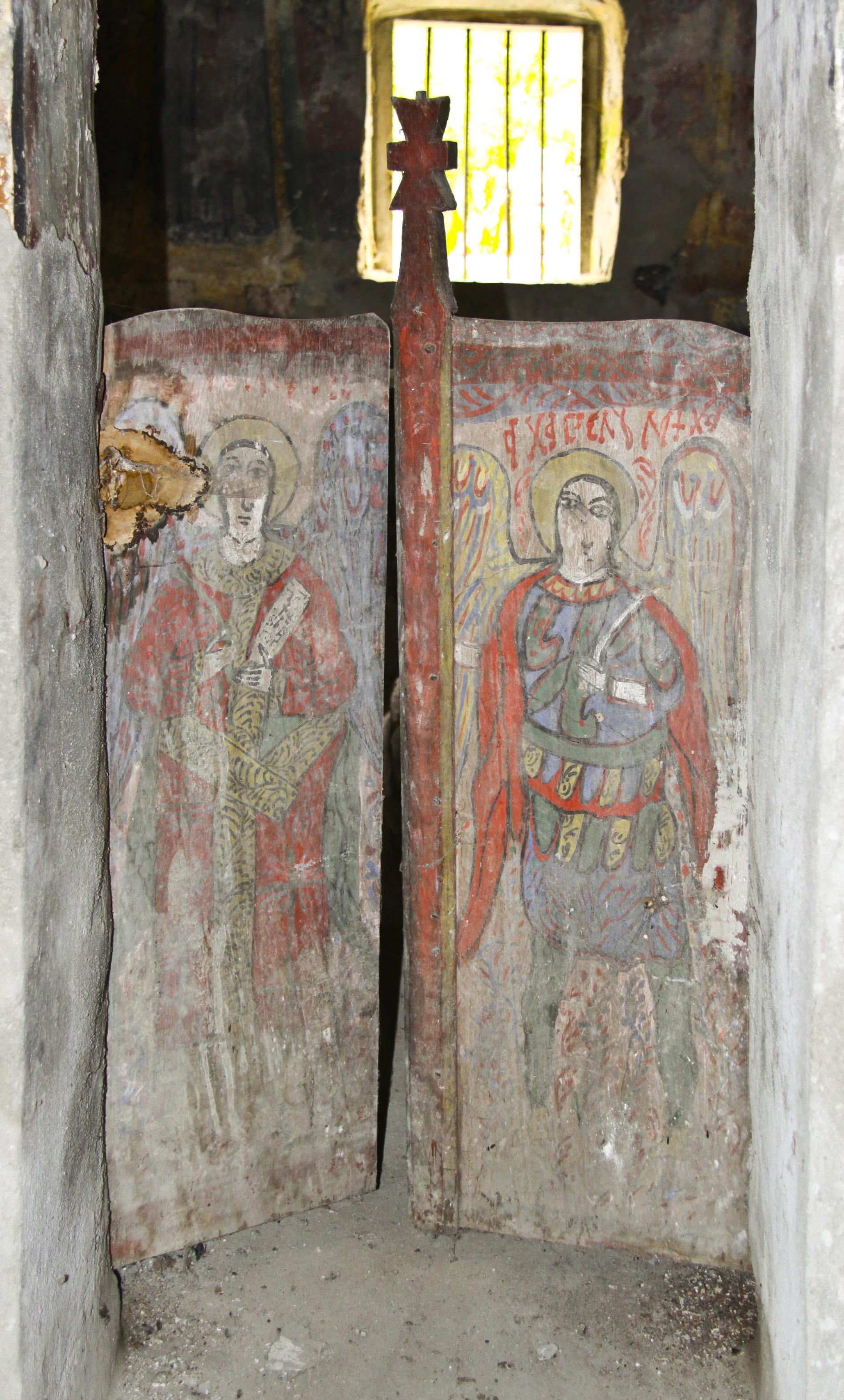
uşi împărăteşti pictate cu sfinţii voievozi
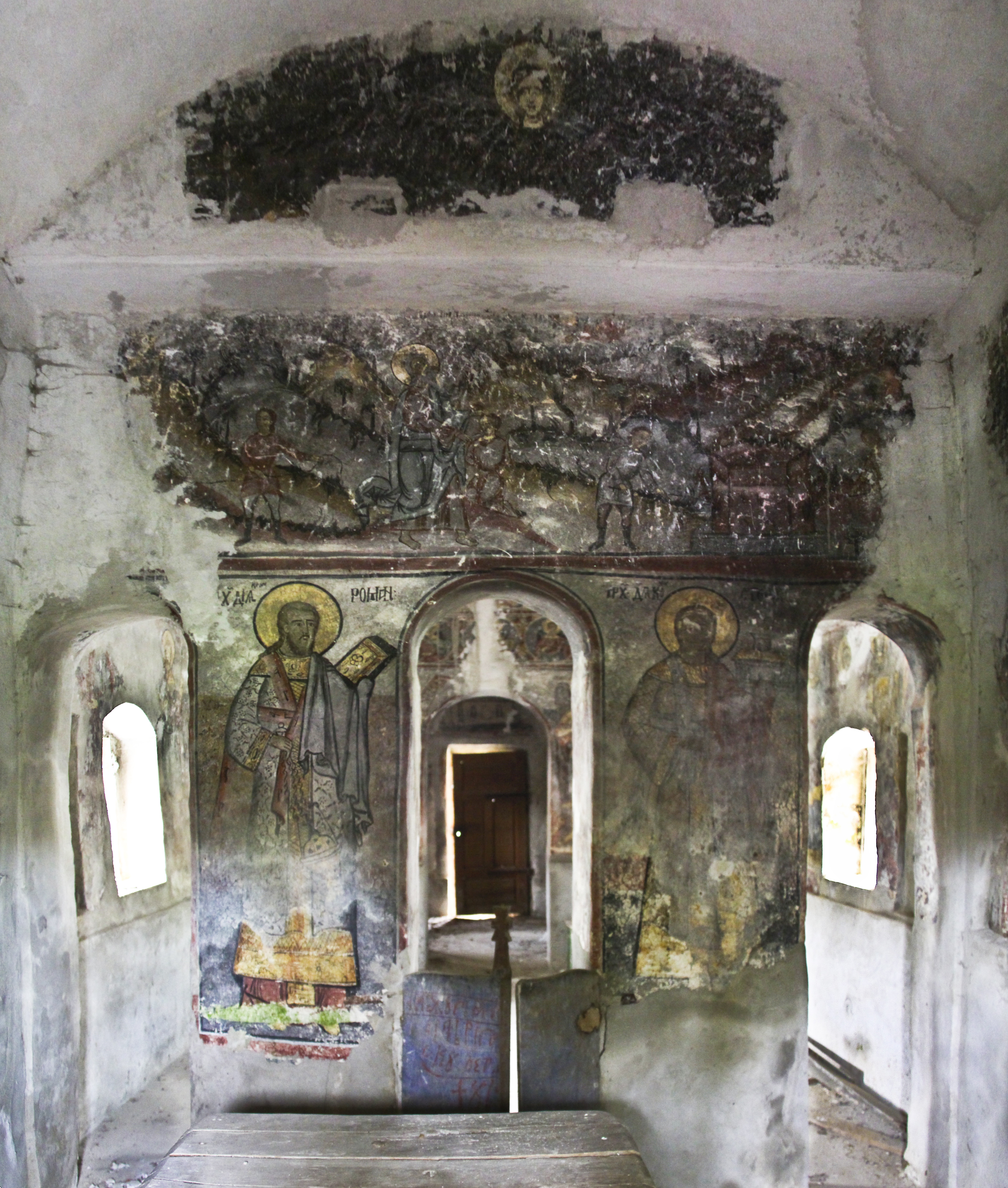
altar, dosul iconostasului
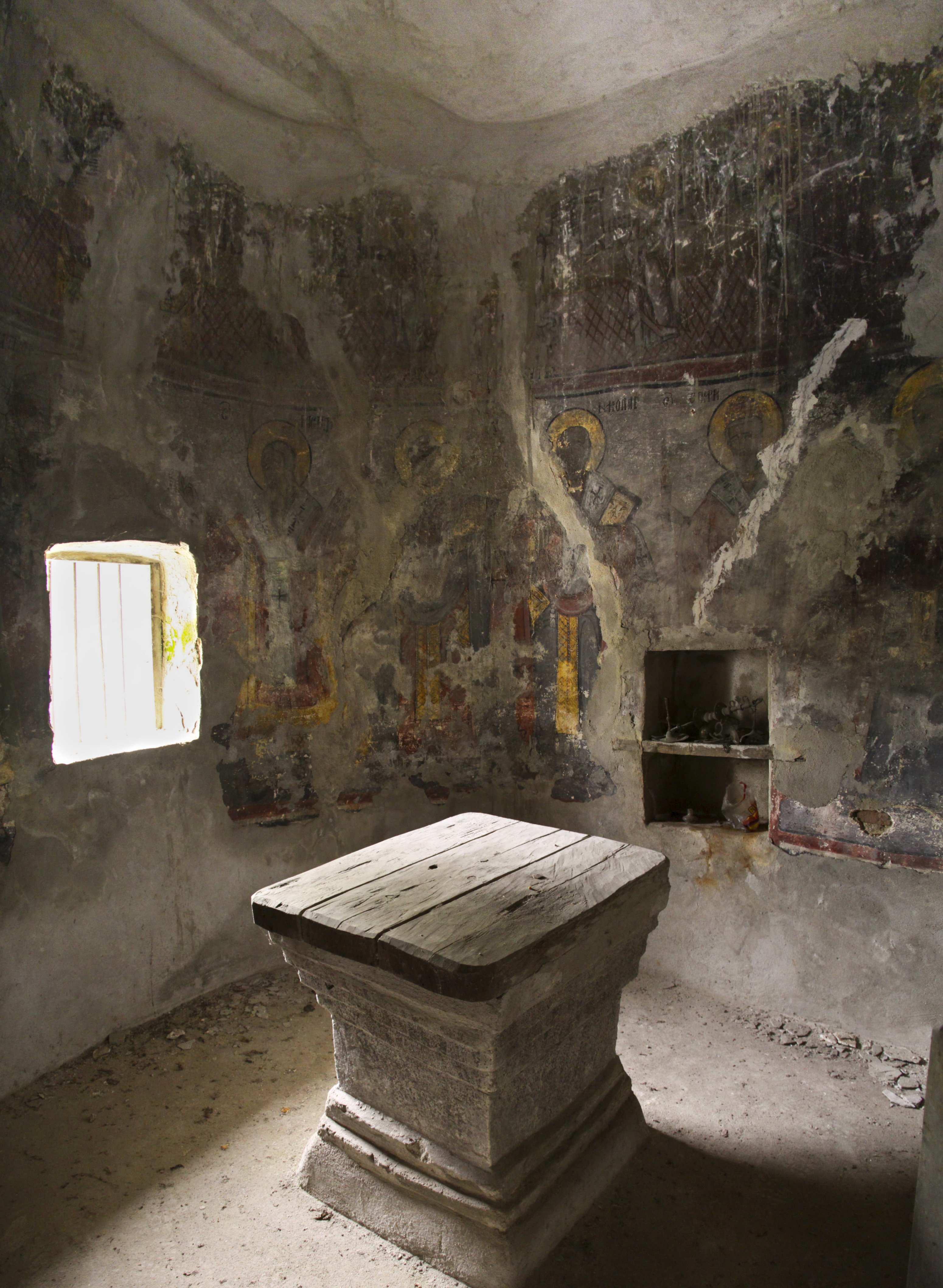
prestolul
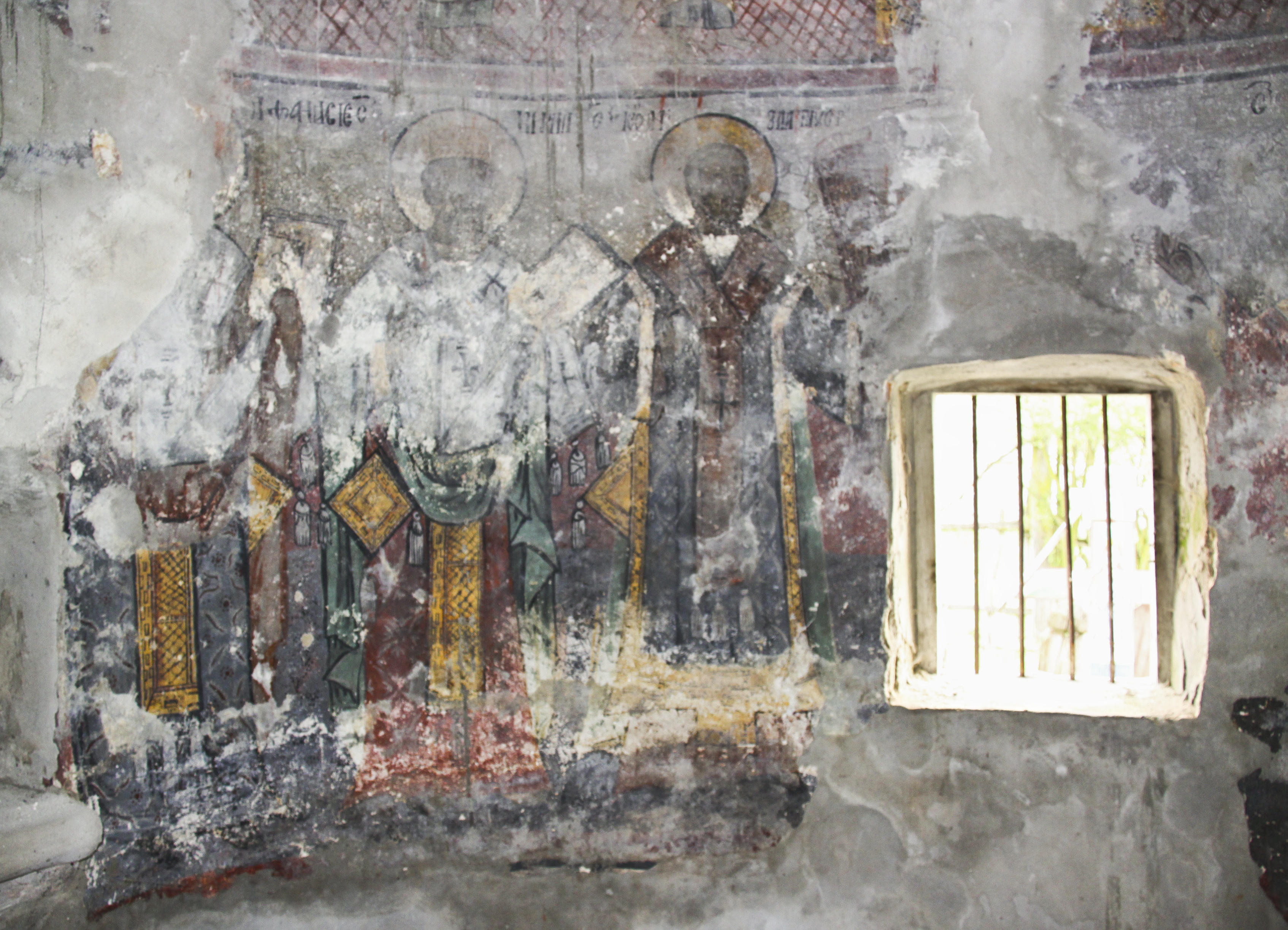
altar, ierarhii
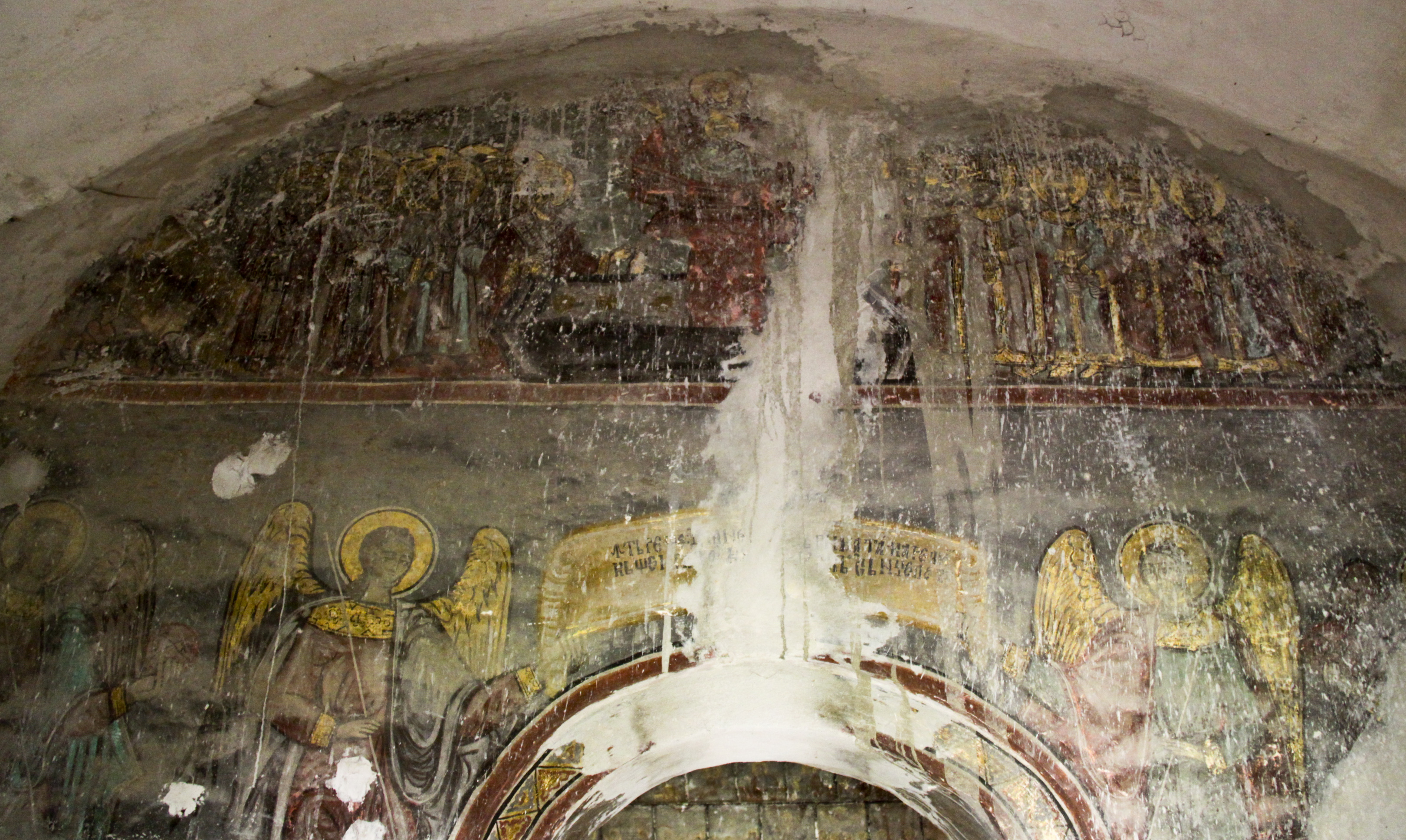
pronaos, tâmpla peste intrare în naos
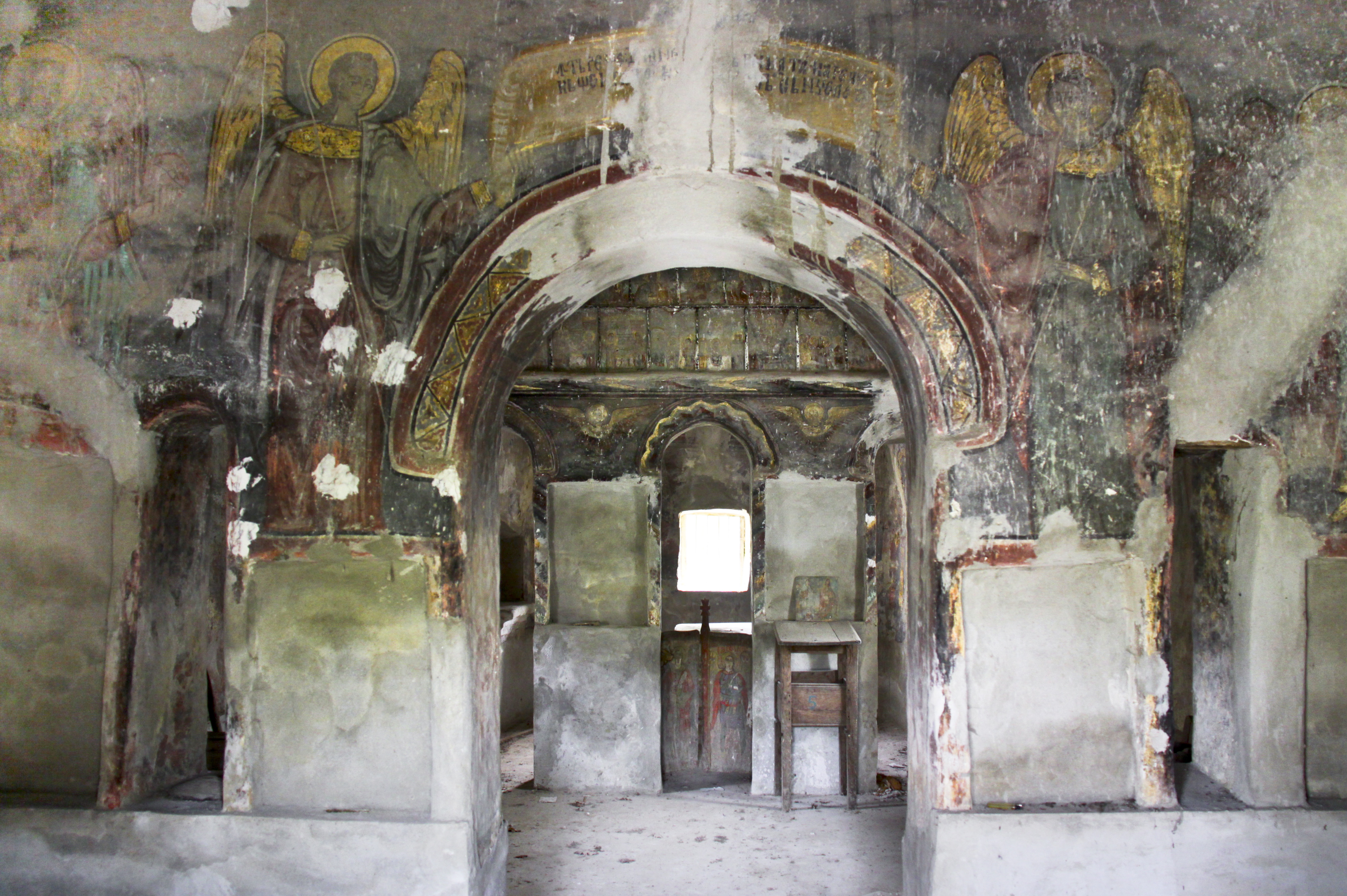
pronaos, intrare în naos
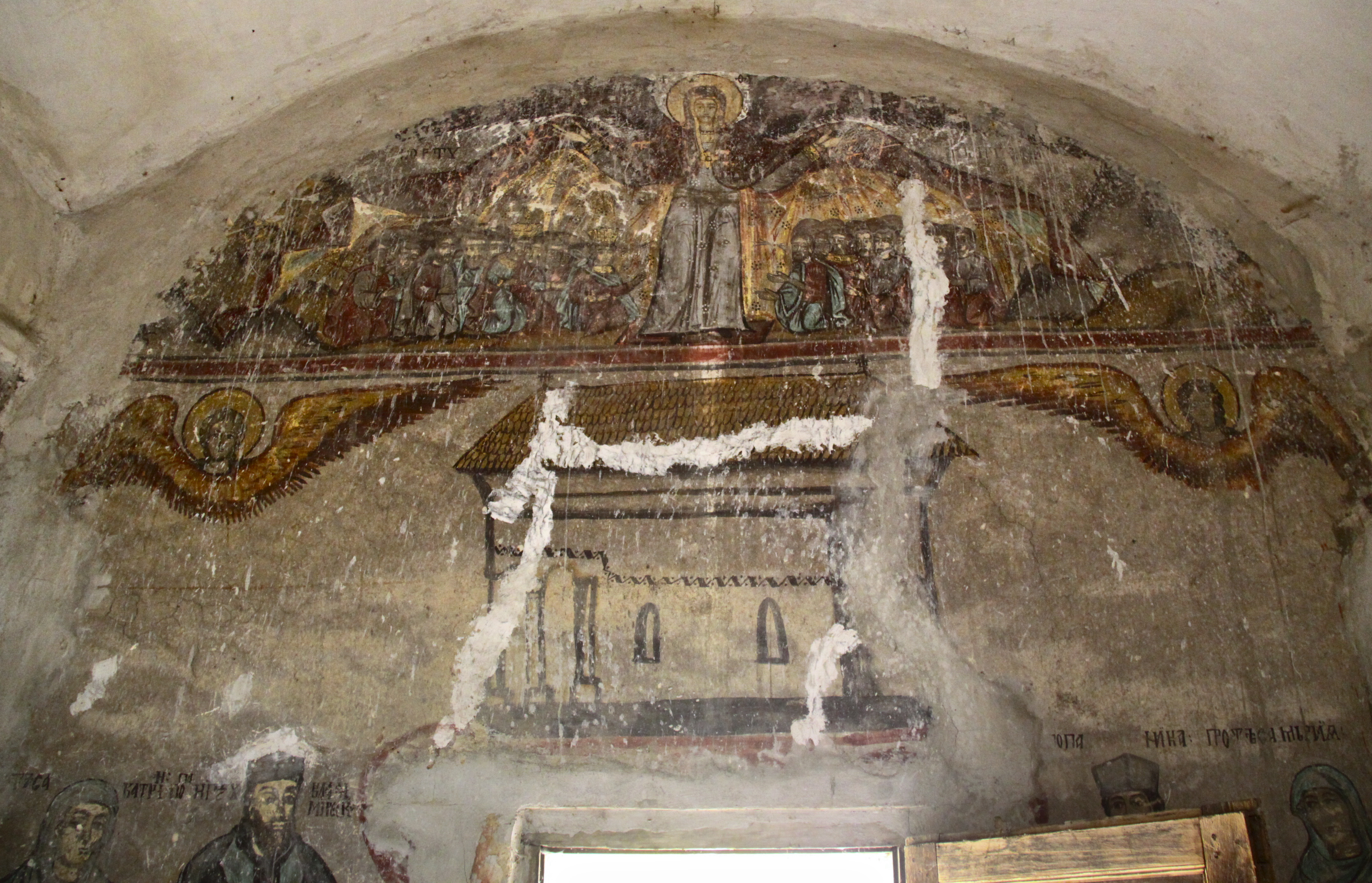
pronaos, tâmpla peste intrare
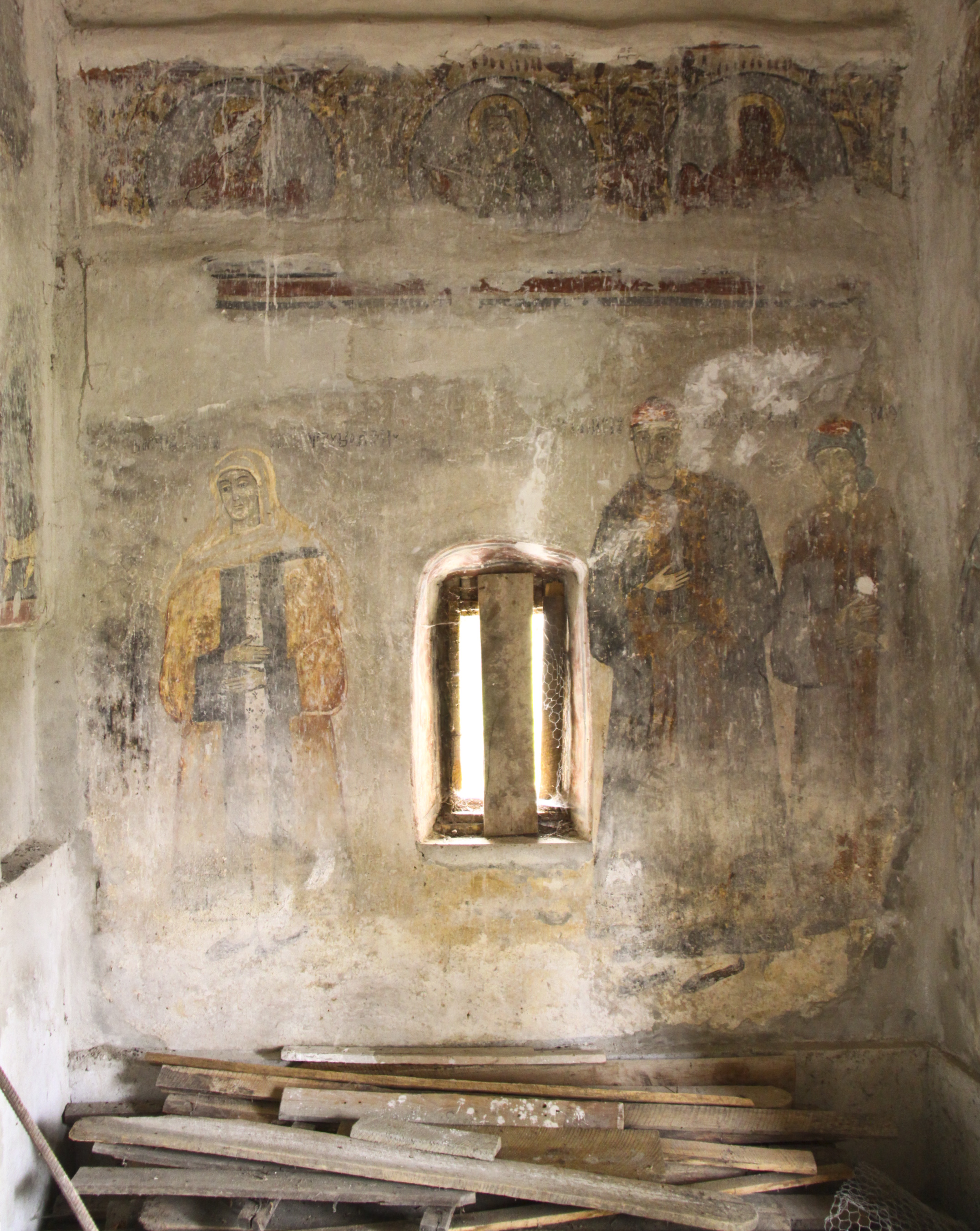
pronaos, ctitorii, sud
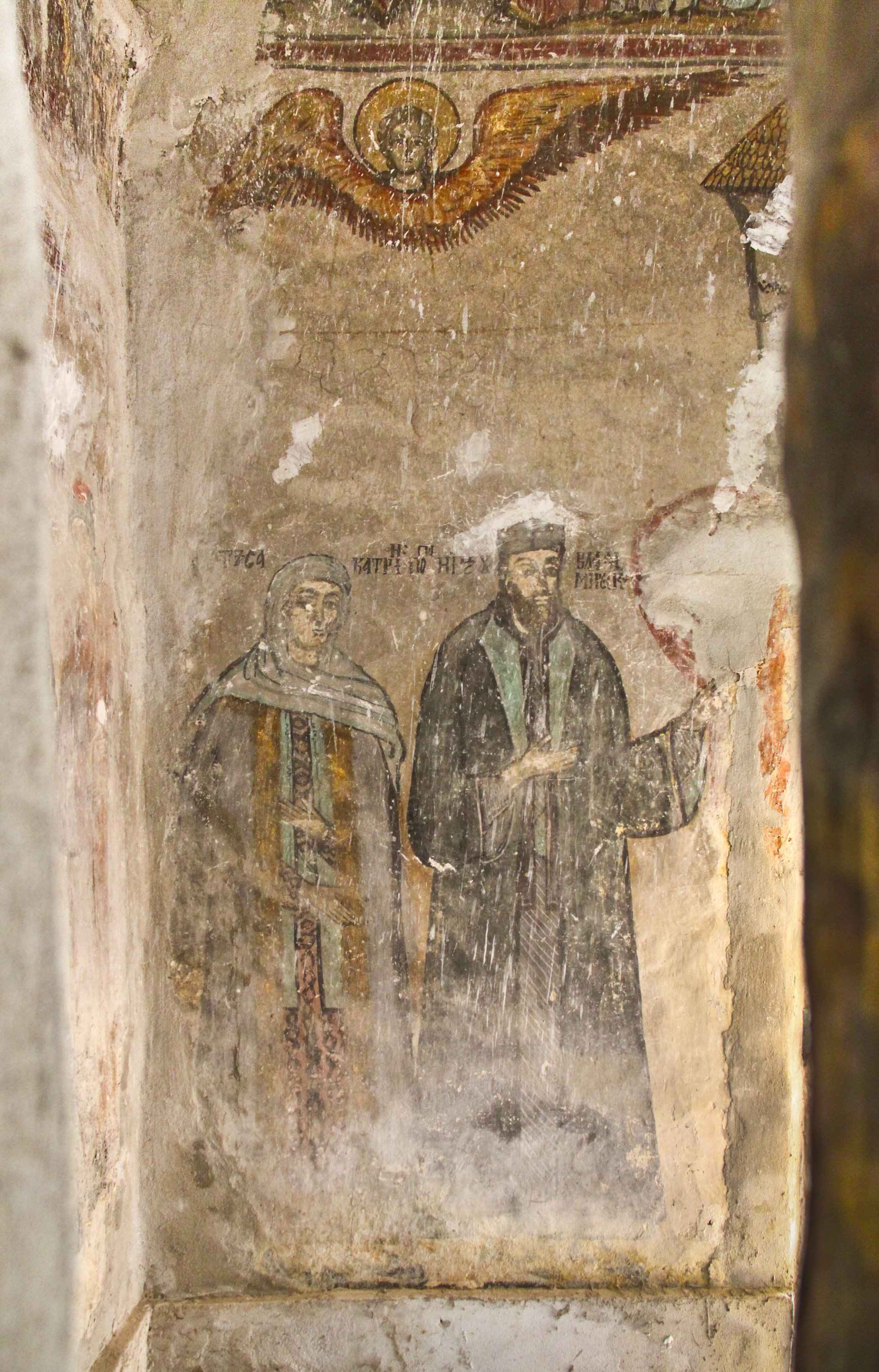
pronaos, ctitorii, vest
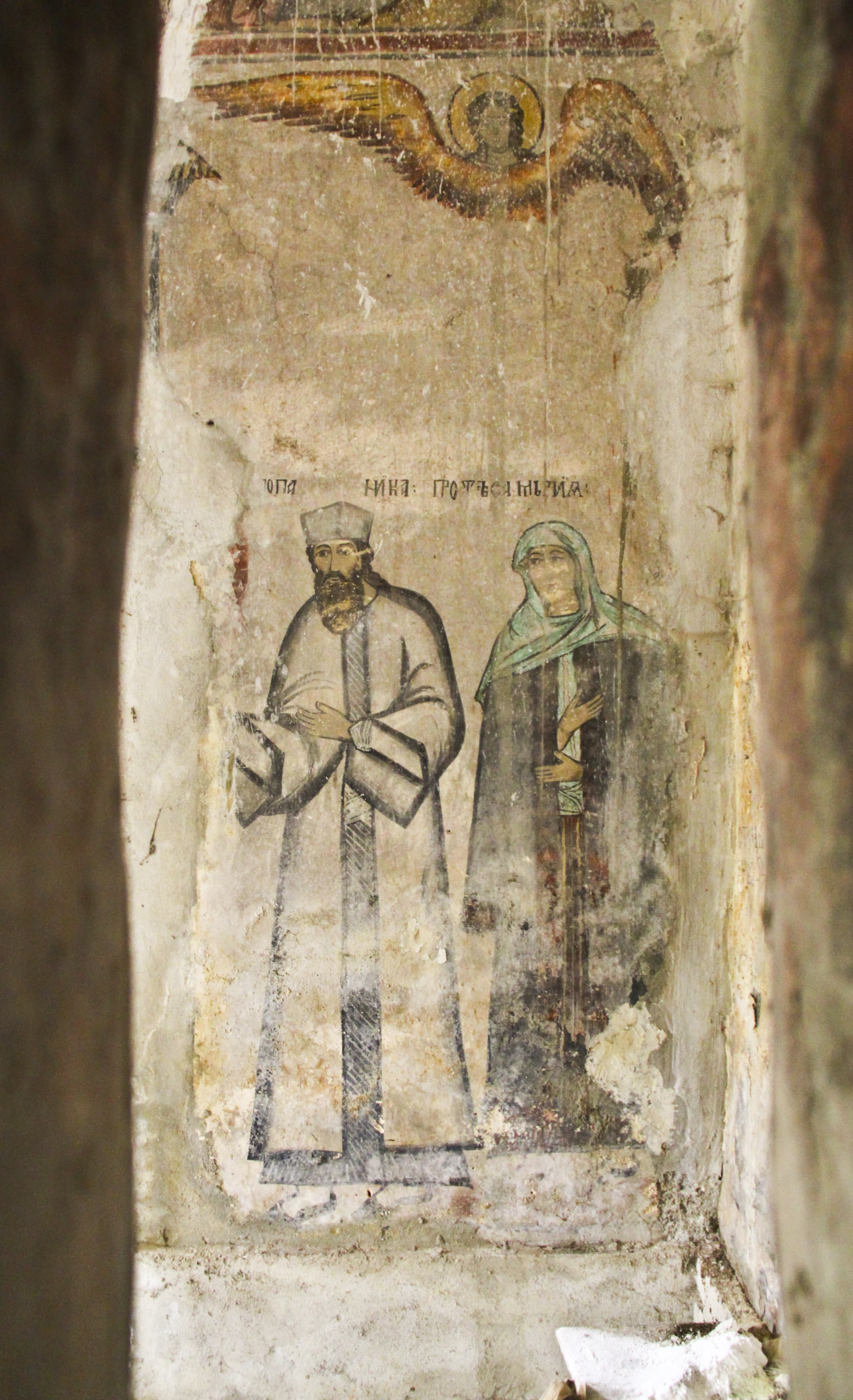
pronaos, ctitorii, vest